# Juan Riochí Siafá
Juan Riochí Siafá (ur. 6 marca 1981) – pisarz i poeta z Gwinei Równikowej.
Urodził się w Malabo, jego rodzina jednakże pochodzi z Reboli. Należy do grupy etnicznej Bubi. Kształcił się w Seminario Nuestra Señora del Pilar w Banapie, Instituto E´waisö Ipöla oraz Colegio Santa Teresita na rodzinnej wyspie Bioko. Wyjechał następnie do Hiszpanii, studiował w Akademii Wojskowej w Saragossie a także na madryckim Uniwersytecie Complutense. 
Członek Hiszpańskiego Stowarzyszenia Afrykanistów, związany z Centrum Studiów Afrohiszpańskich Universidad Nacional a Distancia (UNED). Założył Stowarzyszenie Pisarzy z Wyspy Bioko (Asociación de Escritores de la Isla de Bioko, AEIB), któremu również przewodniczy. Pracuje w wydawnictwie Diwan Mayrit, gdzie odpowiada za publikacje związane z Afryką. Autor szeregu książek, o zróżnicowanej tematyce i przynależności gatunkowej, od prozy, przez publikacje poetyckie po opracowania naukowe. Opublikował między innymi Redes migratorias e inserción laboral de los guineoecuatorianos (2016), Tragedias y Laberintos (2017), Bëtápánó (Recuerdos), (2017), Las mujeres de Guinea Ecuatorial: Una aproximación a los estudios de género (2018), Soledad (2018) oraz La historia de Guinea Ecuatorial a través de sus protagonistas (2020). Był także inicjatorem wydania (2019) i redaktorem Nuevas voces de la literatura de Guinea Ecuatorial. Antología (2008-2018).
Jego wiersze znalazły się w Best New African Poets, 2017 Anthology, zestawionej przez Tendai R. Mwanakę i Daniela da Purificação.